# Ciclo de protesta
Los ciclos de protesta (también conocidos como ciclos de contención u ondas de acción colectiva) refieren a ciclos de auge y declive en la actividad de un movimiento social. Sidney Tarrow (1998) las define como "una fase de mayor conflicto en todo el sistema social", con "la intensificación de las interacciones entre los desafiantes y las autoridades, que puede terminar en la reforma, represión y, a veces, la revolución".

## Oportunidad política
Tarrow sostiene que la apertura cíclica en la oportunidad política crea incentivos para la acción colectiva. Los ciclos comienzan cuando la autoridad (por caso el gobierno) comienza a ser visto como vulnerable al cambio social, en un momento en que las demandas están en aumento. Define la oportunidad política como "dimensión del medio-ambiente político que proporciona incentivos para que la gente emprenda una acción colectiva, afectando sus expectativas de éxito o fracaso". Cuando la oportunidad política desaparece, por ejemplo debido a un cambio en la opinión pública causada por un aumento de la inseguridad y la violencia, el movimiento se contrae.

## Cualidades del ciclo
Tarrow enumera las cualidades de un ciclo de contención:
- rápida difusión de la acción colectiva y la movilización, en la medida que los movimientos existentes crean oportunidades políticas para participar o incorporarse en ellas;
- innovación en las formas de contención;
- creación o cambio en los marcos de acción colectivos, discursos y marcos de significado;
- coexistencia de activistas organizados y no-organizados;
- aumento de la interacción entre los desafiantes y las autoridades.[1]

Tarrow (1998) señala que "tanta contención produce externalidades, que dan a los rivales al menos una ventaja temporal y les ayuda a superar las debilidades de su base de recursos. Los Estados deberán idear estrategias más amplias de respuesta que pueden ser represivas o facilitadoras, o una combinación de ambas".
Sostiene que, incluso los movimientos derrotados o suprimidos, dejan algún tipo de residuo social detrás de ellos. El efecto de los movimientos sociales, exitosos o no, es acumulativo a largo plazo, dando lugar a nuevos ciclos de protesta. Esto es visible sobre todo cuando los ciclos son analizadas en perspectiva histórica. Antes del siglo XVIII, las rebeliones fueron por lo general orientadas a objetivos locales, en respuesta a reclamos, por lo general sin muchos preparativos y sin aliados en diferentes grupos sociales o étnicos. Esto, sin embargo, ha cambiado cuando los movimientos sociales evolucionaron en Europa Occidental y América del Norte.